# Coenonympha quebecensis
Coenonympha quebecensis är en fjärilsart som beskrevs av Barnes och Benjamin 1926. Coenonympha quebecensis ingår i släktet Coenonympha och familjen praktfjärilar. Inga underarter finns listade i Catalogue of Life.